# Triginta Tyranni
Tyranni Triginta au fost o serie de treizeci de conducători care apar în Istoria Augustă ca fiind pretendenți la tronul Imperiului Roman în timpul domniei împăratului Gallienus.
Având în vedere lipsa de fiabilitate notorie din Istoria Augustă, veridicitatea acestei liste este discutabilă, există un consens între savanți că autorul a umflat în mod deliberat numărul pretendenților pentru a face o paralelă cu cei "Treizeci de tirani din Atena".
Sursa oferă de fapt, 32 nume, dar în calitate de autor, scrise sub numele de Trebellius Pollio, ultimele două locuri sunt sub domnia lui Maximin Tracul și Claudius II, respectiv, aceasta permite treizeci de pretendenți sub domnia lui Gallienus.
Următoarea listă, redă treizeci de tirani, după cum este descrisă de către Istoria Augustă, împreună cu note contrastante susținute de Istoria Augustă și cu poziția lor istorică reală:
| Capitole în Historia Augusta | Nume                        | Note despre istorie                                                   |
| ---------------------------- | --------------------------- | --------------------------------------------------------------------- |
| 2                            | Cyriades                    | nu a pretins niciodată demnitate imperială                            |
| 3                            | Postumus                    | plasare exactă                                                        |
| 4                            | Postumus Junior             | tânăr                                                                 |
| 5                            | Laelianus                   | plasare exactă                                                        |
| 6                            | Victorinus                  | nu este contemporan cu Gallienus ci cu Claudius II și Aurelian        |
| 7                            | Victorinus Junior           | tânăr, nu este contemporan cu Gallienus ci cu Claudius II și Aurelian |
| 8                            | Marcus Aurelius Marius      | plasare exactă                                                        |
| 9                            | Ingenuus                    | plasare exactă                                                        |
| 10                           | Regalianus                  | plasare exactă                                                        |
| 11                           | Aureolus                    | plasare exactă                                                        |
| 12                           | Macrianus Major             | plasare exactă                                                        |
| 13                           | Macrianus Minor             | plasare exactă                                                        |
| 14                           | Quietus                     | plasare exactă                                                        |
| 15                           | Odaenathus                  | nu a pretins niciodată demnitate imperială                            |
| 16                           | Hairan                      | tânăr, nu a pretins niciodată demnitate imperială                     |
| 17                           | Maeonius                    | nu a pretins niciodată demnitate imperială                            |
| 18                           | Balista                     | nu a pretins niciodată demnitate imperială                            |
| 19                           | Valens Thessalonicus        | probabil nu a pretins niciodată demnitate imperială                   |
| 20                           | Valens (uzurpator)          | contemporan cu Decius, nu cu Valerian                                 |
| 21                           | Piso                        | probabil nu a pretins niciodată demnitate imperială                   |
| 22                           | Mussius Aemilianus          | probabil nu a pretins niciodată demnitate imperială                   |
| 23                           | Saturninus (253-268)\|      | probabil fictiv                                                       |
| 24                           | Tetricus Senior             | nu este contemporan cu Gallienus ci cu Claudius II și Aurelian        |
| 25                           | Tetricus Junior             | tânăr, nu este contemporan cu Gallienus ci cu Claudius II și Aurelian |
| 26                           | Trebellianus                | probabil fictiv                                                       |
| 27                           | Herennianus                 | tânăr, nu a pretins niciodată demnitate imperială, posibil fictiv     |
| 28                           | Timolaus                    | tânăr, nu a pretins niciodată demnitate imperială, posibil fictiv     |
| 29                           | Celsus                      | probabil fictiv                                                       |
| 30                           | Zenobia                     | femeie, nu a pretins niciodată demnitate imperială,                   |
| 31                           | Victoria (or Vitruvia)      | femeie, nu a pretins niciodată demnitate imperială,                   |
| 32                           | Titus (uzurpator) (235-238) | desigur, nu este contemporan cu Gallienus ci cu Maximin Tracul        |
| 33                           | Censorinus (uzurpator).     | desigur, nu este contemporan cu Gallienus ci cu Claudius II           |

Fără a aduce atingere pretențiilor autorului în ceea ce privește timpul în care aceste persoane aspiră la tron, această listă include:
- două femei și șase tineri care nu au susținut niciodată demnitatea imperială
- șapte oameni care probabil nu au pretins demnitatea imperială
- trei, probabil, și două persoane posibil fictive
- doi pretendenți probabil nu au fost contemporani cu Gallienus
- trei pretendenți nu au fost contemporani cu Gallienus

Lăsând aproximativ nouă pretendenți contemporani cu Gallienus. Potrivit lui David Magie (editor la ediția Loeb Classical Library a Istoria Augustă), cel puțin unii dintre acești oameni au emis monede.